# UNO (タレント本)
『UNO』（ウノ）は、2010年2月25日に講談社から発行された宇野実彩子の1冊目の随筆・写真集である。

## 概要
- 苗字「宇野」のローマ字「UNO」によって「Unknown, but Natural part Of myself」[※ 1]を題材とした一冊。
- 23歳の誕生日前後の2009年7月で沖縄県で3日間に撮影を完成した。初の水着写真を披露し、日常で衣装・化粧・構成の細部、ならびに家族・恋愛・仕事に関することなどを収録[1][2][3][4]。
- 2010年2月27日、『宇野実彩子（AAA） 画像＠初水着写真集『UNO』＆独占入手撮影オフショット』がBARKSに揭載される[5]

## 挿話
- TOKYO★1週間の女性音楽担当・田沼、など人物がお気に入り作品[6]。2010年6月に初版1万部が売り切れ[7]
- スタイリストは中山彩乃（gon!）で、白百合学園小学校から高校までの同級生[7][8]。

## 握手会・イベント
2010年2月28日、発行記念イベント・握手会が東京都紀伊國屋書店新宿南店にて開催する。限定500人が集まり、予約数が1300部を突破すると、同店での及川光博や叶姉妹が持つ記録を更新した。